# اوروچنسکی
اوروچنسکی (به لاتین: Orochensky) یک منطقهٔ مسکونی در روسیه است که در استان آمور واقع شده‌است.